# Elton John (альбом)
Elton John — второй студийный альбом британского певца и композитора Элтона Джона, вышедший в 1970 году.

## Об альбоме
Это первый альбом Элтона, спродюсированный Гасом Дадженом. Так как первый альбом Элтона, Empty Sky, не выпускался в Америке до 1975 года, альбом Elton John впервые открыл публике этого исполнителя. Альбом получил в Штатах статус золотого и номинировался на премию «Грэмми» за Лучший альбом года.
Журнал Rolling Stone включил его в свой список 500 величайших альбомов всех времён на 468-е место. В 2012 году альбом был включён в зал славы «Грэмми».

## Список композиций
Слова и музыка всех песен — написаны Элтоном Джоном и Берни Топином.
| №  | Название                    | Длительность |
| -- | --------------------------- | ------------ |
| 1. | «Your Song»                 | 4:00         |
| 2. | «I Need You to Turn To»     | 2:32         |
| 3. | «Take Me to the Pilot»      | 3:45         |
| 4. | «No Shoe Strings on Louise» | 3:30         |
| 5. | «First Episode at Hienton»  | 4:47         |

| №  | Название                 | Длительность |
| -- | ------------------------ | ------------ |
| 1. | «Sixty Years On»         | 4:52         |
| 2. | «Border Song»            | 3:18         |
| 3. | «The Greatest Discovery» | 4:08         |
| 4. | «The Cage»               | 3:28         |
| 5. | «The King Must Die»      | 5:04         |

| №  | Название                | Длительность |
| -- | ----------------------- | ------------ |
| 1. | «Bad Side of the Moon»  | 3:15         |
| 2. | «Grey Seal»             | 3:35         |
| 3. | «Rock and Roll Madonna» | 4:17         |

## Участники записи
Приведены по сведениям базы данных Discogs, нумерация треков указана по изданию в формате компакт-диска.
Музыканты:
- Элтон Джон — вокал, пианино, клавесин (песня 2)
- Дайана Льюис — синтезатор Moog (песни 5 и 9)
- Брайан Ди[англ.] — орган (песни 6 и 7)
- Фрэнк Кларк — акустическая гитара (песня 1), контрабас (песня 10)
- Колин Грин — дополнительная гитара (песни 1, 7), испанская гитара (песня 6)
- Клайв Хикс — двенадцатиструнная гитара (песня 1), ритм-гитара (песня 4), гитара (песни 7, 8, 10), акустическая гитара (песня 9)
- Роланд Харкер — гитара (песня 2)
- Алан Паркер — ритм-гитара (песня 3)
- Калеб Куэй[англ.] — соло-гитара (песни 3, 4, 5), дополнительная гитара (песня 9)
- Дейв Ричмонд — бас-гитара, контрабас (песни 1, 7, 8)
- Алан Вейхолл — бас-гитара (песни 3, 4, 9)
- Лес Хердл — бас-гитара (песня 10)
- Барри Морган[англ.] — ударные (песни 1, 3, 4, 7, 9)
- Терри Кокс[англ.] — ударные (песни 8, 10)
- Деннис Лопес — перкуссия (песни 3, 4)
- Текс Наварра — перкуссия (песня 9)
- Скайла Канга[англ.] — арфа (песни 2, 8)
- Пол Бакмастер — соло на виолончели (песня 8), оркестровые аранжировки, дирижер
- Дэвид Кац — скрипка
- Мэдлин Белл[англ.] — бэк-вокал (песни 3, 4, 7, 9)
- Тони Берроуз[англ.] — бэк-вокал (песни 3, 4, 7, 9)
- Роджер Кук[англ.] — бэк-вокал (песни 3, 4, 7, 9)
- Лесли Дункан[англ.] — бэк-вокал (песни 3, 4, 7, 9)
- Кей Гарнер — бэк-вокал (песни 3, 4, 7, 9)
- Тони Хаззард[англ.] — бэк-вокал (песни 3, 4, 7, 9)
- Барбара Мур — бэк-вокал, руководитель хора (песня 7)

Технический персонал:

| - Гас Даджен — музыкальный продюсер, автор текста для буклета - Робин Джеффри Кейбл — звукорежиссёр - Гас Скинас — звукооператор - Алан Харрис — оригинальный мастеринг - Тони Казинс — ремастеринг - Рики Грэм — оцифровка звукового материала | - Грег Пенни — объёмный звук - Стив Браун — координатор производства - Дэвид Ларкхэм — арт-директор - Стоуэлл Стэнфорд — фотограф - Джим Гофф — художественное оформление - Джон Тоблер — автор текста для буклета |

## Позиции в хит-парадах
| Год  | Хит-парад                          | Высшая позиция | Пребывание в чарте |
| ---- | ---------------------------------- | -------------- | ------------------ |
| 1970 | Австралия (Kent Music Report)      | 2              | нет данных         |
| 1970 | Великобритания (UK Albums Chart)   | 5              | 22 недели          |
| 1970 | Канада (RPM Albums Chart)          | 4              | 47 недель          |
| 1970 | Нидерланды (Hilversum 3 LP Top 10) | 2              | 10 недель          |
| 1970 | США (Billboard Top LPs)            | 4              | 52 недели          |
| 1970 | Япония (Oricon)                    | 40             | нет данных         |

| Хит-парад (1971)                   | Позиция |
| ---------------------------------- | ------- |
| Австралия (Kent Music Report)      | 24      |
| Нидерланды (Buma/Stemra)           | 17      |
| США (Billboard Top Popular Albums) | 30      |

## Сертификации
| Регион                                                      | Сертификация | Продажи   |
| ----------------------------------------------------------- | ------------ | --------- |
| Австралия (ARIA)                                            | Золотой      | 20 000^   |
| Великобритания (BPI)                                        | Золотой      | 100 000^  |
| Канада (Music Canada)                                       | Платиновый   | 100 000^  |
| США (RIAA)                                                  | Платиновый   | 1 000 000 |
| ^ Данные о тиражах приведены только на основе сертификации. |              |           |